# Dmitri Neliubin
Dmitri Vladislàvovitx Neliubin (Sant Petersburg, 8 de gener de 1971 - Sant Petersburg, 1 de gener de 2005) va ser un ciclista rus que fou professional entre 1993 i 1997. Provinent del ciclisme en pista, amb només 17 anys aconseguí guanyar una medalla d'or Jocs Olímpics de 1988, representant la Unió Soviètica, en la prova de persecució per equips. També es proclamà Campió del món de la mateixa prova l'any 1990.
Fill del també ciclista, Vladislav Neliubin, Dmitri va morir apunyalat, en una discussió, durant el cap d'any de 2005.

## Palmarès en pista
- 1988
  -  Medalla d'or als Jocs Olímpics de Seül en persecució per equips (amb Viatxeslav Iekímov, Artūras Kasputis, Gintautas Umaras i Mindaugas Umaras)
  -  Campió del món júnior en Persecució
  -  Campió del món júnior en Persecució per equips (amb Evgueni Anachkin, Alexander Gontchenkov i Valeri Baturo)
- 1989
  -  Campió del món júnior en Persecució
  -  Campió del món júnior en Persecució per equips (amb Oleg Klevtsov, Sergeï Beloskalenko i Oleg Pletnikov)
  -  Campió de la Unió Soviètica en persecució per equips
- 1990
  -  Campió del món de persecució per equips (amb Ievgueni Berzin, Alexander Gontchenkov i Valeri Baturo)
  -  Campió de la Unió Soviètica en puntuació
  -  Campió de la Unió Soviètica en persecució per equips

## Palmarès en ruta
- 1988
  - 1r a Volta a Bèlgica amateur i vencedor de 2 etapes
- 1990
  - 1r a Volta a Bèlgica amateur i vencedor de 2 etapes
- 1992
  - Vencedor d'una etapa del Tour de Normandia
  - Vencedor d'una etapa de la Volta a la Baixa Saxònia
- 1996
  - Vencedor d'una etapa de la Challenge Costa Brava